# Leoncjusz (patriarcha Antiochii)
Leoncjusz – mianowany przez arian patriarcha Antiochii; sprawował urząd w latach 344–357.